# Estación de Lousã
Nota: si buscas el antiguo apeadero, que también servía a la localidad de Lousã, vea el Apeadero de Lousã-A.
La Estación Ferroviaria de Lousã, originalmente denominada como Louzã, es una plataforma ferroviaria desactivada del Ramal da Lousã, que servía a la localidad de Lousã, en el Distrito de Coímbra, en Portugal.

## Historia

### Apertura al servicio
El primer tramo del Ramal da Lousã, desde Coímbra hasta Lousã, fue abierto a la explotación el 16 de diciembre de 1906, por la Compañía Real de los Caminhos de Ferro Portugueses.

### Prolongación hasta Serpins
El tramo siguiente del Ramal da Lousã, hasta Serpins, entró en servicio el 10 de agosto de 1930.

### SigloXXI
En febrero de 2009, la circulación en el Ramal da Lousã fue temporalmente suspendida para la realización de obras, siendo los servicios sustituidos por autobuses.
El tramo entre Serpins y Miranda do Corvo fue cerrado el 1 de diciembre de 2009, para las obras de construcción del Metro Mondego.